# 鬼子母神

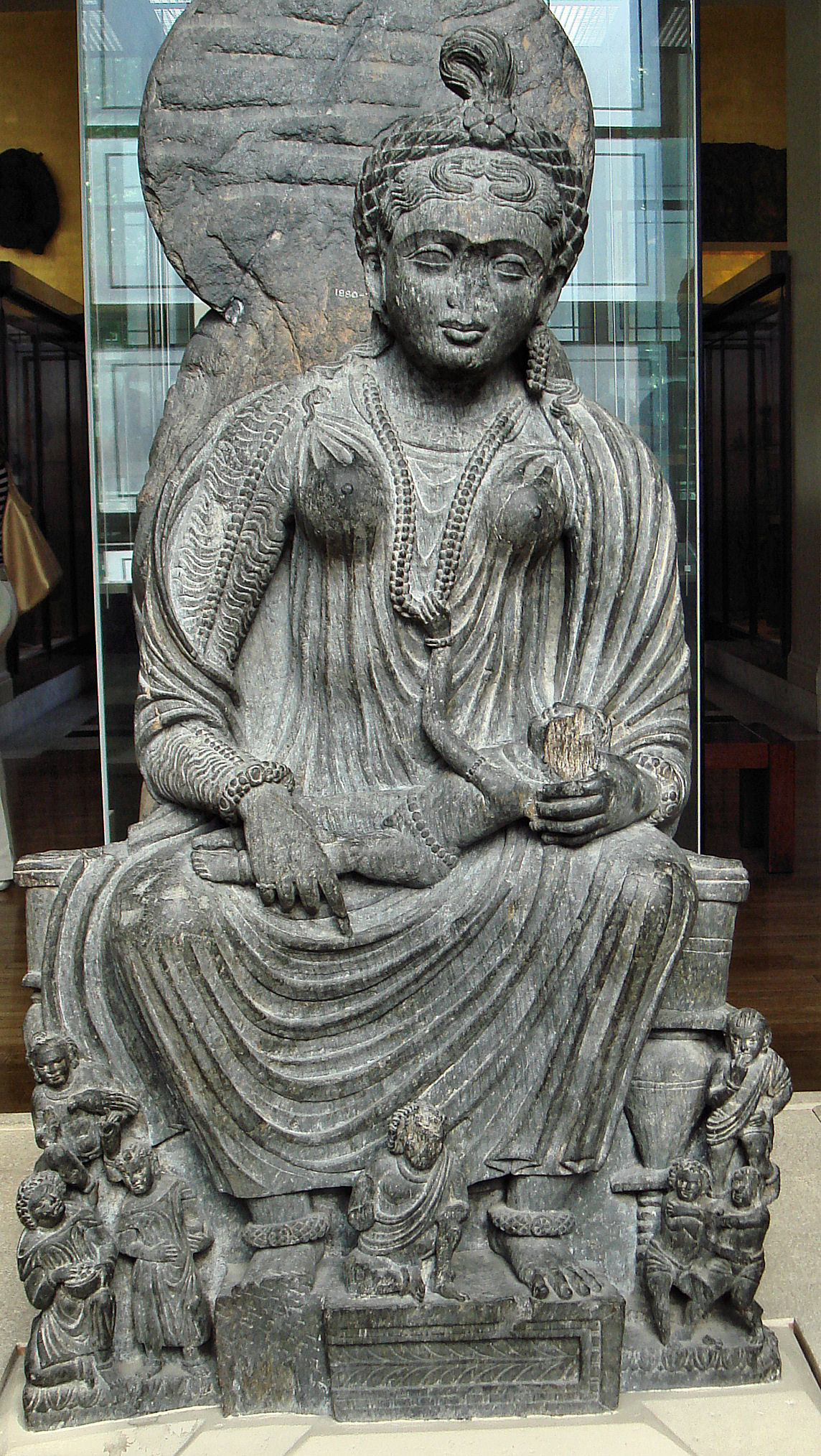
鬼子母神と赤ん坊の像（2-3世紀頃、ガンダーラ、大英博物館蔵）

鬼子母神（きしもじん／きしぼじん）、サンスクリット語: हारीती、Hārītī、 ハーリーティー）は、仏教を守護する天部の一尊。梵名ハーリーティーを音写した訶梨帝母（かりていも）とも言う。
三昧耶形は吉祥果。種字はウーン（हूं hūṃ）。

## 名前の読みについて
「きしぼじん」という読み方は「ぼ」が漢音表記であり、呉音を通例とする仏教用語としては一貫したものではない。東京都豊島区にある法明寺鬼子母神堂（この鬼は一画目の点が無い字が正）は「きしもじん」である。ただ同堂の近くに位置する都電荒川線の鬼子母神前停留場は「きしぼじんまえ」が正式名になっている。

## 概説
鬼子母神は、夜叉毘沙門天（クベーラ）の部下である八大夜叉大将（パーンチカ、散支夜叉、半支迦薬叉王）の妻で、500人（一説には千人または1万人）の子の母であった。これら大勢の子を育てるだけの栄養をつけるために人間の子を捕えて食べていたことから、多くの人間から恐れられていた。
それを見かねた釈迦は、彼女が最も愛していた末子のピンガラ（Piṅgala,氷竭羅天、嬪伽羅、氷迦羅、畢哩孕迦）を乞食（こつじき）に用いる鉢に隠した。彼女は半狂乱となって世界中を7日間駆け抜け探し回ったが発見するには至らず、助けを求めて釈迦に縋ることとなる。
そこで釈迦は、「多くの子を持ちながら一人を失っただけでお前はそれだけ嘆き悲しんでいる。それなら、ただ一人の子を失う親の苦しみはいかほどであろうか。」と諭し、鬼子母神が教えを請うと、「戒を受け、人々をおびやかすのをやめなさい、そうすればすぐにピンガラに会えるだろう」と言った。彼女が承諾し、三宝に帰依すると、釈迦は隠していた子を戻した。
そして五戒を守り、施食によって飢えを満たすこと等を教えた。かくして彼女は仏法の守護神となり、また、子供と安産の守り神となった。盗難除けの守護ともされる。
インド（ヒンドゥー教）では、とりわけ子授け、安産、子育ての神として祀られ、日本でも密教の盛行に伴い、小児の息災や福徳を求めて、鬼子母神を本尊とする訶梨帝母法が修せられたり、上層貴族の間では、安産を願って訶梨帝母像を祀り、訶梨帝母法を修している。
また、法華経において鬼子母神は、十羅刹女と共に法華信仰者の擁護と法華経の弘通を妨げる者を処罰することを誓っていることから、日蓮はこれに基づき文字で表現した法華曼荼羅に鬼子母神の号を連ね、2者に母子の関係を設定している。このことが、法華曼荼羅の諸尊の彫刻化や絵像化が進むなかで、法華信仰者の守護神としての鬼子母神の単独表現の元となった。
その像は天女のような姿をし、子供を1人抱き、右手には吉祥果を持つ。なおこれをザクロで表現するのは中国文化での影響であり、これは仏典が漢訳された時は吉祥果の正体が分からなかったために代用表現したものである。よって仏典中の吉祥果とザクロは同一ではない。また鬼子母神が人間の子を食べるのを止めさせるために、人肉の味がするザクロを食するように釈迦が勧めたからと言われるのは、日本で作られた俗説にすぎない。
日蓮宗では、子安鬼子母神が祀られるほか、近世に入って以降、法華経陀羅尼品に依拠する祈祷が盛んとなり鬼子母神を祈祷本尊に位置付けるに至ったこともあり、鬼形の鬼子母神像も多く造られるようになった。これは、法華経の教えを広めることを妨げる者（仏敵）を威圧する破邪調伏の姿を表現したものである。この鬼形鬼子母神の造像については、明確な区分ではないものの、関東と関西では異なる傾向がみられる。関東では総髪で合掌した姿であり、子供を伴ってはいない。他方、関西では総髪ではあるものの角を生やし、口が裂け、子供を抱く（あるいは、左手で子供と手を繋ぐ）姿である。また、子どもを抱き宝冠を付けた姿は一見すると天女形であるが、形相が天女形から鬼形に変容する過程にあると思われる珍しい像が存在することも確認されている。

## 鬼子母神を祀る寺院
鬼子母神は、法華経の守護神として日蓮宗・法華宗の寺院で祀られることが多く、「恐れ入谷の鬼子母神」の地口で知られる東京都台東区入谷の真源寺、東京都豊島区雑司が谷の法明寺鬼子母神堂（鬼の字には「角」が無い）、千葉県市川市の遠寿院（法華経寺塔頭）の鬼子母神が有名である（江戸三大鬼子母神）。
縁日は毎月8の付く日（8日,18日,28日）である。また、お会式に併せて大祭を行う寺もある。なお、「鬼子母神」の「鬼」の表記について、寺院によっては、第一画目の点がない字を用いる場合がある。これは、鬼子母神が釈尊に諭されて改心した結果、角が外れたためである。

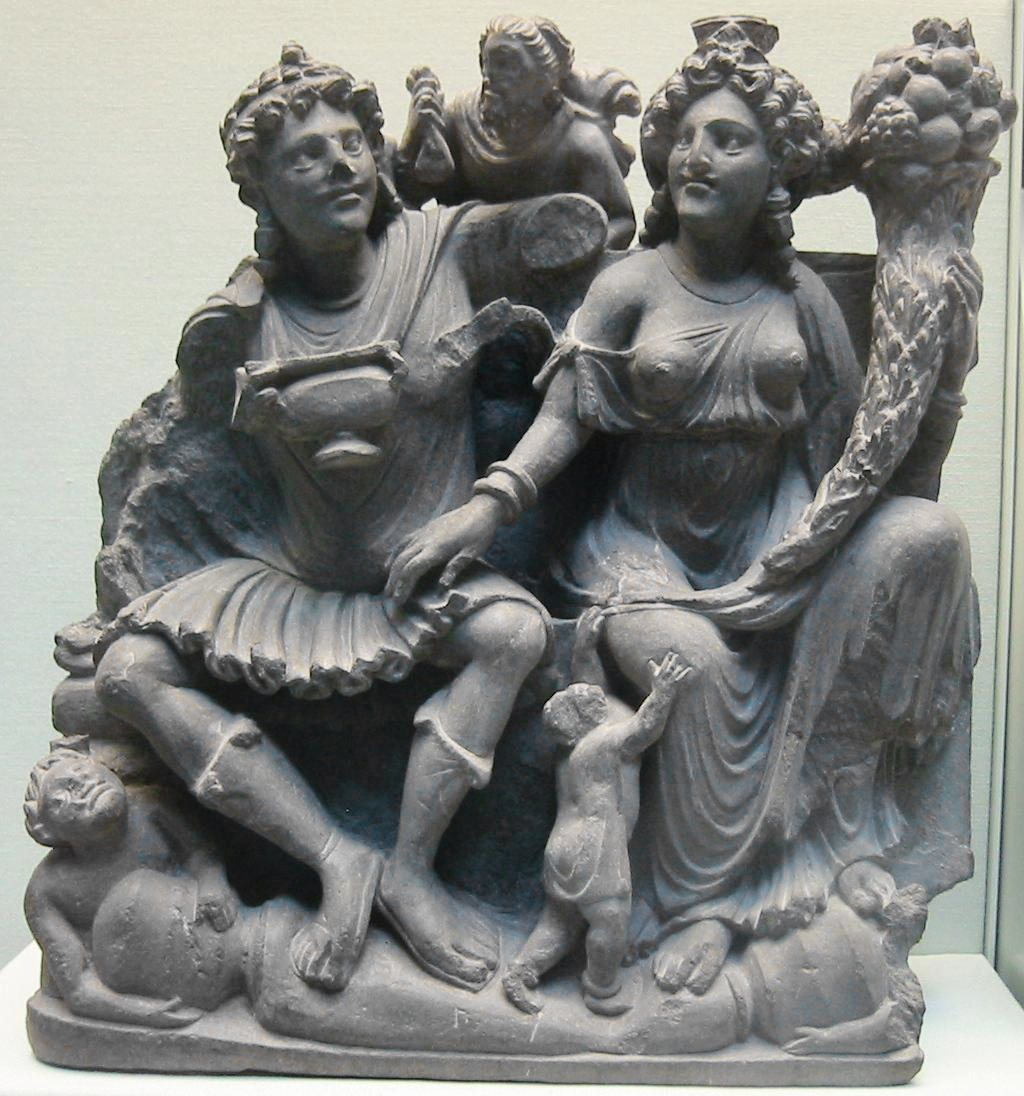
コルヌコピアを携えるパーンチカとハーリーティー（3世紀、タフテ・バヒー）
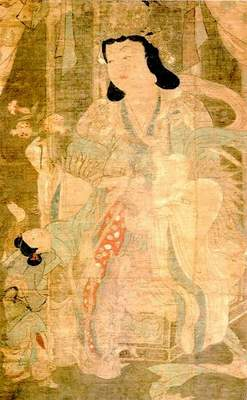
訶梨帝母（鬼子母神）像（醍醐寺、鎌倉時代）
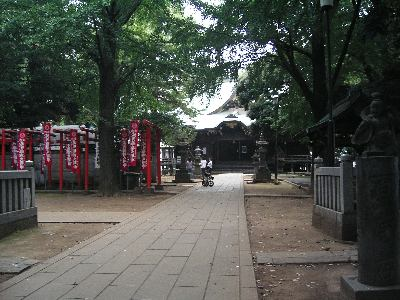
法明寺鬼子母神堂（東京都豊島区）
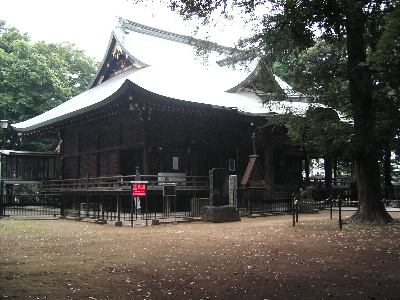
法明寺鬼子母神堂（東京都豊島区）
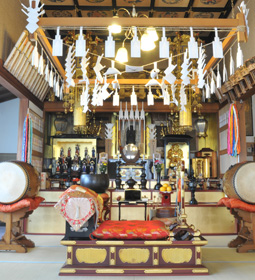
本光寺鬼子母神堂（千葉県市川市大野町）
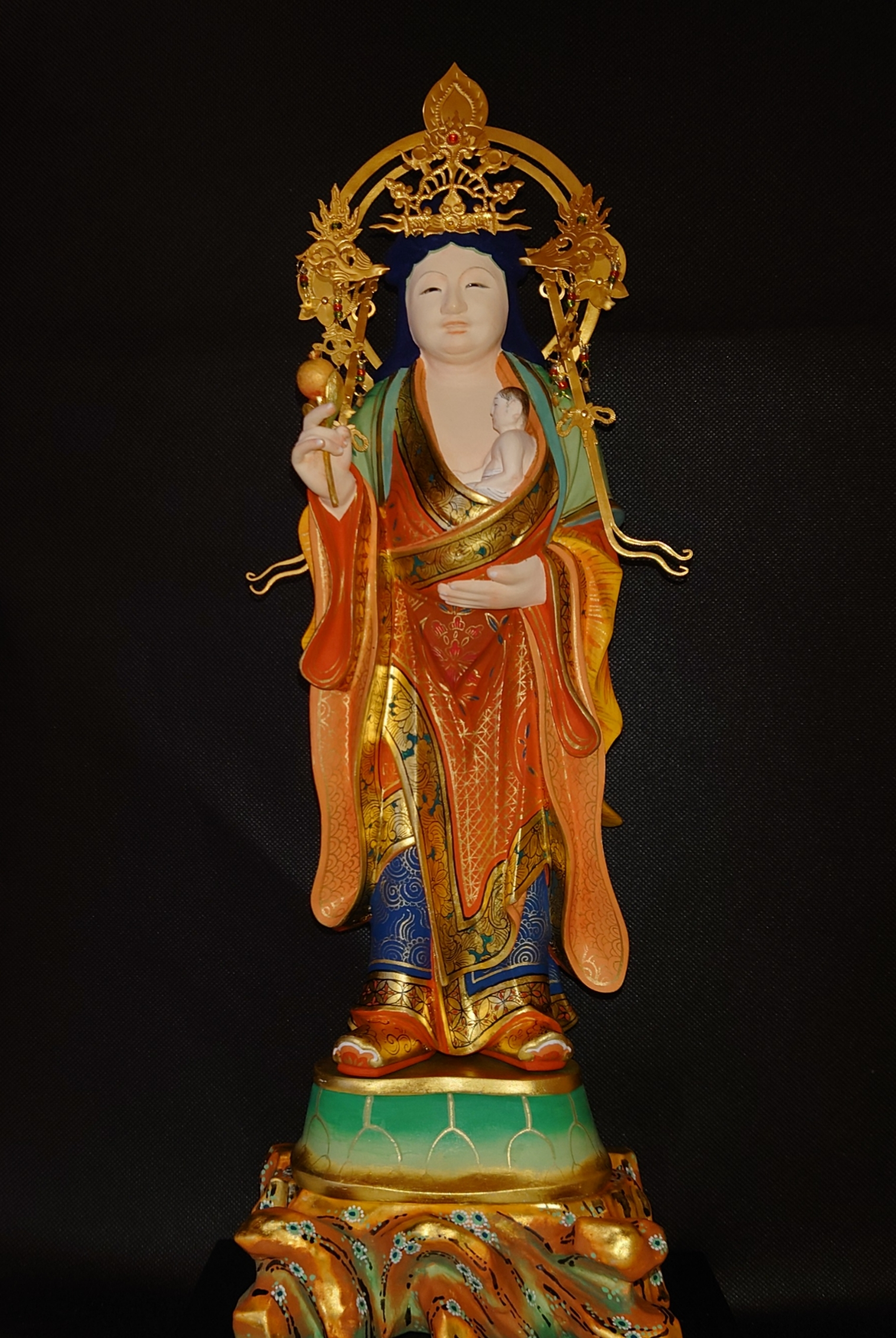
三澤寺子安鬼子母神（長野県伊那市福島）

### その他の鬼子母神を祀る寺院
- 金倉寺（香川県善通寺市）訶梨帝堂：円珍（智証大師）が5歳の時に現れたことから「訶利帝母日本最初出現之地」とされる。
- 石手寺（愛媛県松山市）訶梨帝母天堂：鎌倉時代末期建立で重要文化財の祠。

## 西遊記
西遊記の雑劇である元曲の『雜劇·楊景賢·西遊記·第三本』第十二折鬼母皈依、『鬼子母掲鉢記』、『西天取経』（呉昌齢）第12齣の鬼母帰依などでは愛奴児が三蔵法師を捕まえており、そこに登場した釈迦如来に帰依する。雜劇·楊景賢·西遊記·第三本では愛奴児の別称が紅孩児となっている。明以降の西遊記では紅孩児の回で観音菩薩のところで一箇所取次ぎに顔をだすのみになった。